# Economia dell'isola di Man

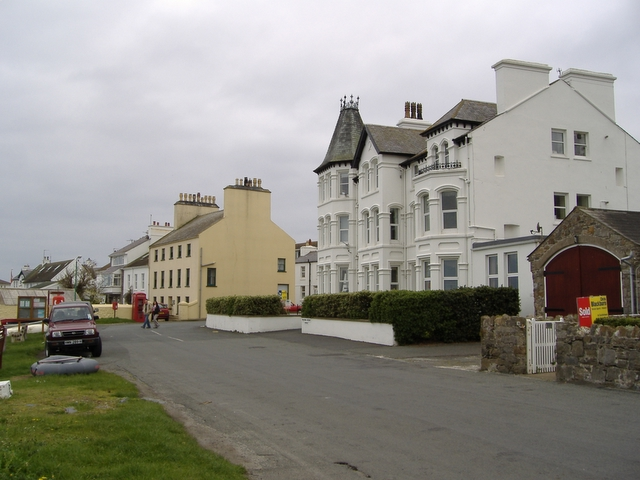
Alberghi e case in costruzione, segni del turismo e dello sfruttamento edilizio nell'isola

Banche offshore, industrie manifatturiere e turismo sono i settori chiave dell'economia dell'Isola di Man. La politica di governo indirizzata verso l'offerta di incentivi alle società produttrici di alta tecnologia e finanziarie per investimenti sul territorio, ha aumentato le opportunità occupazionali nelle industrie ad alto reddito. L'isola è considerato un paradiso fiscale. Il sistema fiscale italiano, col Decreto Ministeriale 04/05/1999, l'ha inserita tra gli Stati o Territori aventi un regime fiscale privilegiato, nella cosiddetta Lista nera, ponendo quindi limitazioni fiscali ai rapporti economico commerciali che si intrattengono tra le aziende italiane ed i soggetti ubicati in tale territorio.
Di conseguenza, la pesca e l'agricoltura, un tempo i punti di forza dell'economia, hanno visto ridurre le loro percentuali di PIL. Banche ed altri servizi contribuiscono oggi alla crescita del prodotto interno lordo. Gli scambi commerciali interessano soprattutto il Regno Unito, anche se è previsto l'accesso ad altri mercati dell'UE.
Dal 1999, l'isola di Man ricava l'energia elettrica dal più grande cavo sottomarino del mondo, l'Isle of Man to England Interconnector.